# مقاومت تابشی
الگو:Antennas
مقاومت تابشی بخشی از مقاومت الکتریکی نقطه تغذیه آنتن است که در اثر تابش امواج الکترومغناطیسی از آنتن ایجاد می‌شود.  در ارسال رادیویی، یک فرستنده رادیویی به آنتن متصل می‌شود. فرستنده جریان متناوب با فرکانس رادیویی تولید می‌کند که به آنتن اعمال می‌شود و آنتن انرژی جریان متناوب را به صورت امواج رادیویی می‌تاباند. از آنجا که آنتن در حال جذب انرژی است که از فرستنده تابش می‌کند، پایه‌های ورودی آنتن در برابر جریان از فرستنده مقاومت می‌کنند. برخلاف سایر مقاومت‌های موجود در مدارهای الکتریکی، مقاومت تابشی به دلیل مخالفت (مقاومت ویژه) ماده رساناهای آنتن با جریان الکتریکی نیست. این یک مقاومت مجازی است که به دلیل تلف انرژی آنتن به صورت امواج رادیویی است.  مقاومت تابشی {\displaystyle R_{\text{R}}} می‌تواند به عنوان مقدار مقاومتی که همان مقدار انرژی تابیده‌شده به‌صورت امواج رادیویی توسط آنتن با جریان ورودی آنتن که از آن عبور می‌کند. تعریف شود. از قانون ژول، برابر است با کل توان {\displaystyle P_{\text{R}}} تابیده‌شده به صورت امواج رادیویی توسط آنتن تقسیم بر مربع جریان موثر {\displaystyle I_{\text{rms}}} به پایه‌های آنتن: {\displaystyle R_{\text{R}}=P_{\text{R}}/I_{\text{rms}}^{2}} .
مقاومت تابشی توسط هندسه آنتن و فرکانس کاری تعیین می‌شود.  کل مقاومت نقطه-تغذیه در پایه‌های آنتن برابر با مقاومت تابشی به‌علاوهٔ مقاومت اتلاف در اثر تلفات اهمی در آنتن است. در یک آنتن گیرنده، مقاومت تابشی نشان دهنده مقاومت منبع آنتن است و بخشی از توان رادیویی دریافت‌شده توسط مقاومت تابشی مصرف می‌شود، بیانگر امواج رادیویی که توسط آنتن تابیده‌شده (پراکنده می‌شود).

## مقاومت تابشی آنتن‌های متداول
| آنتن | اهم مقاومت تابشی                                                                        | منبع                                |
| --- | --------------------------------------------------------------------------------------- | ----------------------------------- |
| دوقطبی نیم-موج تغذیه-مرکزی | 73.1                                                                                    | Kraus 1988 Balanis 2005             |
| دوقطبی کوتاه طول {\displaystyle \lambda /50<L<\lambda /10}                                                                         | {\displaystyle 20\pi ^{2}{\Big (}{L \over \lambda }{\Big )}^{2}}                        | Kraus 1988 Balanis 2005             |
| تک‌قطبی ربع-موج با تغذیه-پایه روی زمین کاملاً رسانا                                                                                  | ۳۶٫۵                                                                                    | Balanis 2005 Stutzman & Thiele 2012 |
| تک قطبی کوتاه {\displaystyle L\ll \lambda /4} روی زمین کاملاً رسانا                                                                 | {\displaystyle 40\pi ^{2}{\Big (}{L \over \lambda }{\Big )}^{2}}                        | Stutzman & Thiele 2012              |
| آنتن حلقوی تشدیدی، محیط‌دایره 1 {\displaystyle \lambda }                                                                            | ۱۰۰~                                                                                    | Weston 2017 Schmitt 2002            |
| حلقوی کوچک مساحت {\displaystyle A} با {\displaystyle N} دور (محیط‌دایره{\displaystyle \ll \lambda /3})                              | {\displaystyle 320\pi ^{4}{\Big (}{NA \over \lambda ^{2}}{\Big )}^{2}}                  | Kraus 1988 Balanis 2005             |
| حلقه کوچک مساحت {\displaystyle A} با {\displaystyle N} دور روی هسته فریت با نفوذ پذیری نسبی مؤثر {\displaystyle \mu _{\text{eff}}} | {\displaystyle 320\pi ^{4}{\Big (}{\mu _{\text{eff}}NA \over \lambda ^{2}}{\Big )}^{2}} | Kraus 1988 Milligan 2005            |

### رابطه تک‌قطبی و دوقطبی
{\displaystyle R_{\text{R}}=40\pi ^{2}{\Big (}{L/2 \over \lambda }{\Big )}^{2}=10\pi ^{2}{\Big (}{L \over \lambda }{\Big )}^{2}\qquad } (تک‌قطبی طول L/2)
مقایسه این با فرمول دو قطبی کوتاه نشان می‌دهد که تک‌قطبی نیمی از آن مقاومت تابشی را دارد
{\displaystyle R_{\text{R}}=20\pi ^{2}{\Big (}{L \over \lambda }{\Big )}^{2}\qquad \qquad \qquad } (دوقطبی طول L)

## تعریف متغیرها
| نماد                              | واحد | تعریف                                          |
| --------------------------------- | ---- | ---------------------------------------------- |
| {\displaystyle \lambda }          | متر  | طول‌موج امواج رادیویی                           |
| {\displaystyle \pi }              | هیچ  | ثابت = ۳٫۱۴۱۵۹                                 |
| {\displaystyle \mu _{\text{eff}}} | هیچ  | تراوایی نسبی مؤثر میله فریت در آنتن            |
| {\displaystyle A}                 | متر۲ | سطح مقطع آنتن حلقه                             |
| {\displaystyle f}                 | هرتز | فرکانس امواج رادیویی                           |
| {\displaystyle I_{\text{IN}}}     | آمپر | جریان آرام‌اس به پایانه‌های آنتن                 |
| {\displaystyle I_{\text{0}}}      | آمپر | حداکثر جریان RMS در عنصر آنتن                  |
| {\displaystyle I_{\text{1}}}      | آمپر | جریان RMS در یک نقطه دلخواه در اِلمان آنتن      |
| {\displaystyle L}                 | متر  | طول آنتن                                       |
| {\displaystyle N}                 | هیچ  | تعداد دورهای سیم در آنتن حلقوی                 |
| {\displaystyle P_{\text{IN}}}     | وات  | توان الکتریکی تحویل‌داده شده به پایانه‌های آنتن  |
| {\displaystyle P_{\text{R}}}      | وات  | توان تابیده‌شده توسط آنتن به صورت امواج رادیویی |
| {\displaystyle P_{\text{L}}}      | وات  | توان مصرف‌شده در مقاومت اتلاف آنتن              |
| {\displaystyle R_{\text{R}}}      | اهم  | مقاومت تابشی آنتن                              |
| {\displaystyle R_{\text{L}}}      | اهم  | مقاومت اتلاف معادل آنتن در پایانه‌های ورودی     |
| {\displaystyle R_{\text{IN}}}     | اهم  | مقاومت ورودی آنتن                              |
| {\displaystyle R_{\text{R0}}}     | اهم  | مقاومت تابشی در نقطه بیشینه جریان آنتن         |
| {\displaystyle R_{\text{R1}}}     | اهم  | مقاومت تابشی در نقطه دلخواه آنتن               |

## یادداشت
1. 1 2  Feynman, Leighton & Sands 1963.
2. ↑  "Radiation Resistance". ATIS Telecom Glossary. Alliance for Telecommunications Industry Solutions. 2019. Retrieved 14 May 2020.
3. ↑  "Radiation Resistance". ATIS Telecom Glossary. Alliance for Telecommunications Industry Solutions. 2019. Retrieved 14 May 2020.
4. ↑  Yarman, Binboga S. (2008). Design of Ultra Wideband Antenna Matching Networks. Springer Science and Business Media. p. 22. ISBN 978-1-4020-8417-1.
5. ↑  Yarman, Binboga S. (2008). Design of Ultra Wideband Antenna Matching Networks. Springer Science and Business Media. p. 22. ISBN 978-1-4020-8417-1.
6. ↑  Some derivations use the peak sinusoidal current {\displaystyle I_{\text{p}}={\sqrt {2}}I_{\text{rms}}} instead of the rms current and the equivalent version of Joule's law:  {\displaystyle R_{\text{R}}=2P_{\text{R}}/I_{\text{p}}^{2}}
7. ↑  Balanis 2005.
8. ↑  Kraus 1988, p. 32.
9. ↑  Balanis 2005, p. 83–85.
10. ↑  Due to end effects a finite thickness dipole is not resonant at a length of one-half wavelength {\displaystyle 0.5\lambda } but has inductive reactance. A typical thin dipole is actually resonant (has no reactance) at a slightly shorter length of around {\displaystyle 0.475\lambda }, at which its radiation resistance is about 67 ohms.Wallace, Richard; Andreasson, Krister (2005). Introduction to RF and Microwave Passive Components. Artech House. p. 77. ISBN 978-1-63081-009-2.